# Psalm 27

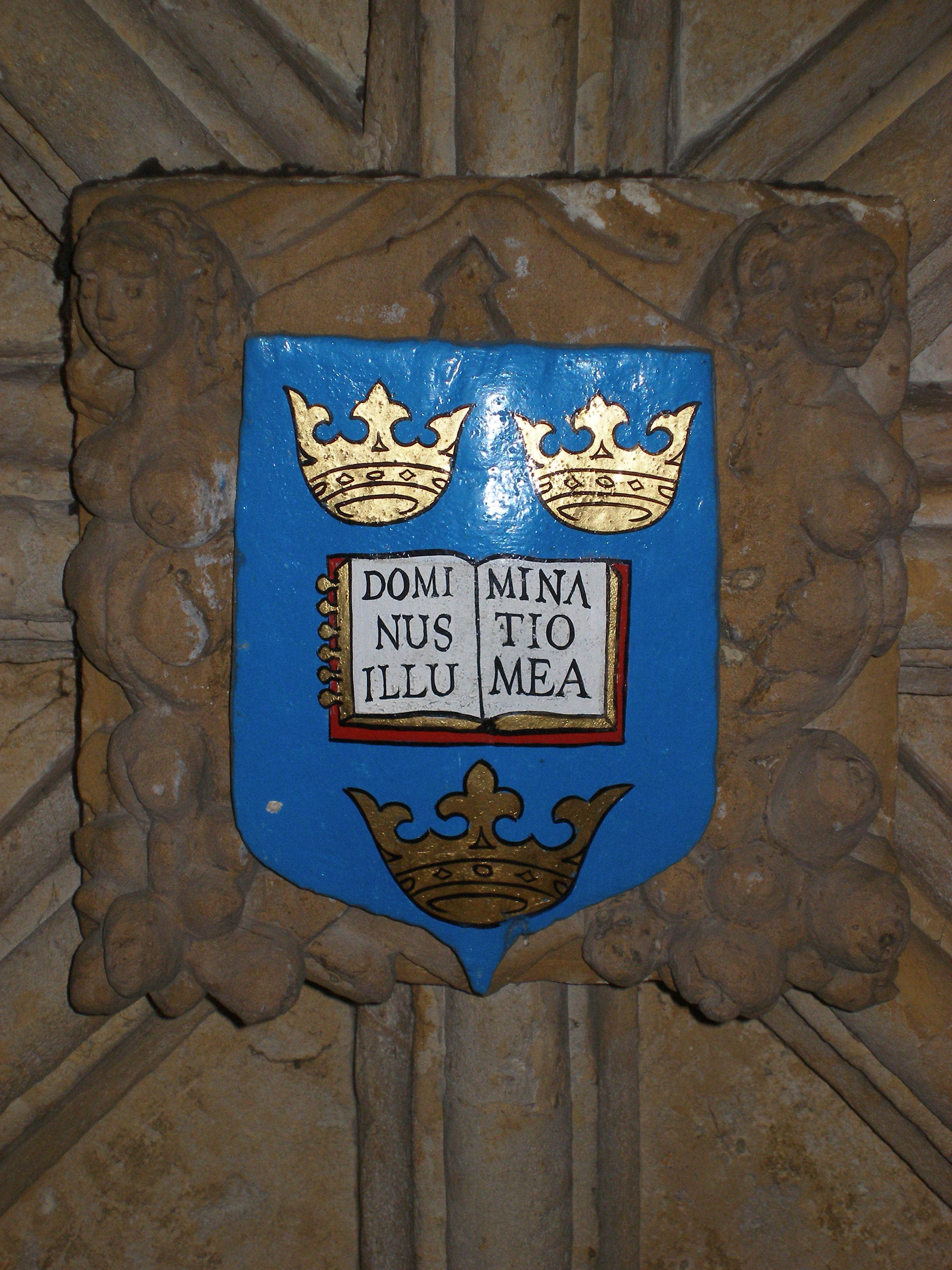
Worte aus Psalm 27 Vers 1 als Wahlspruch der Universität Oxford (lateinisch)

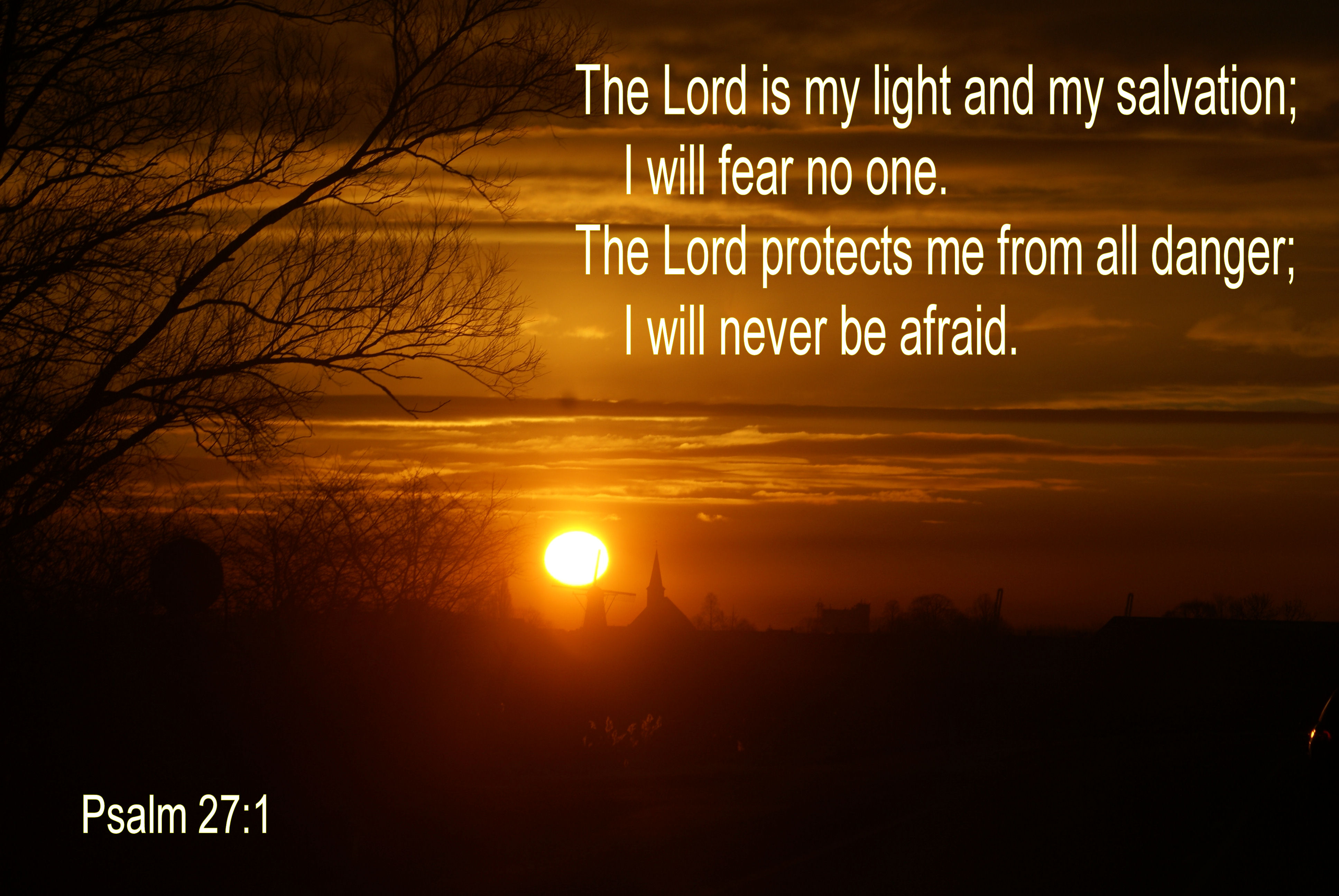
Psalm 27 Vers 1 auf einem modernen Poster (englisch)

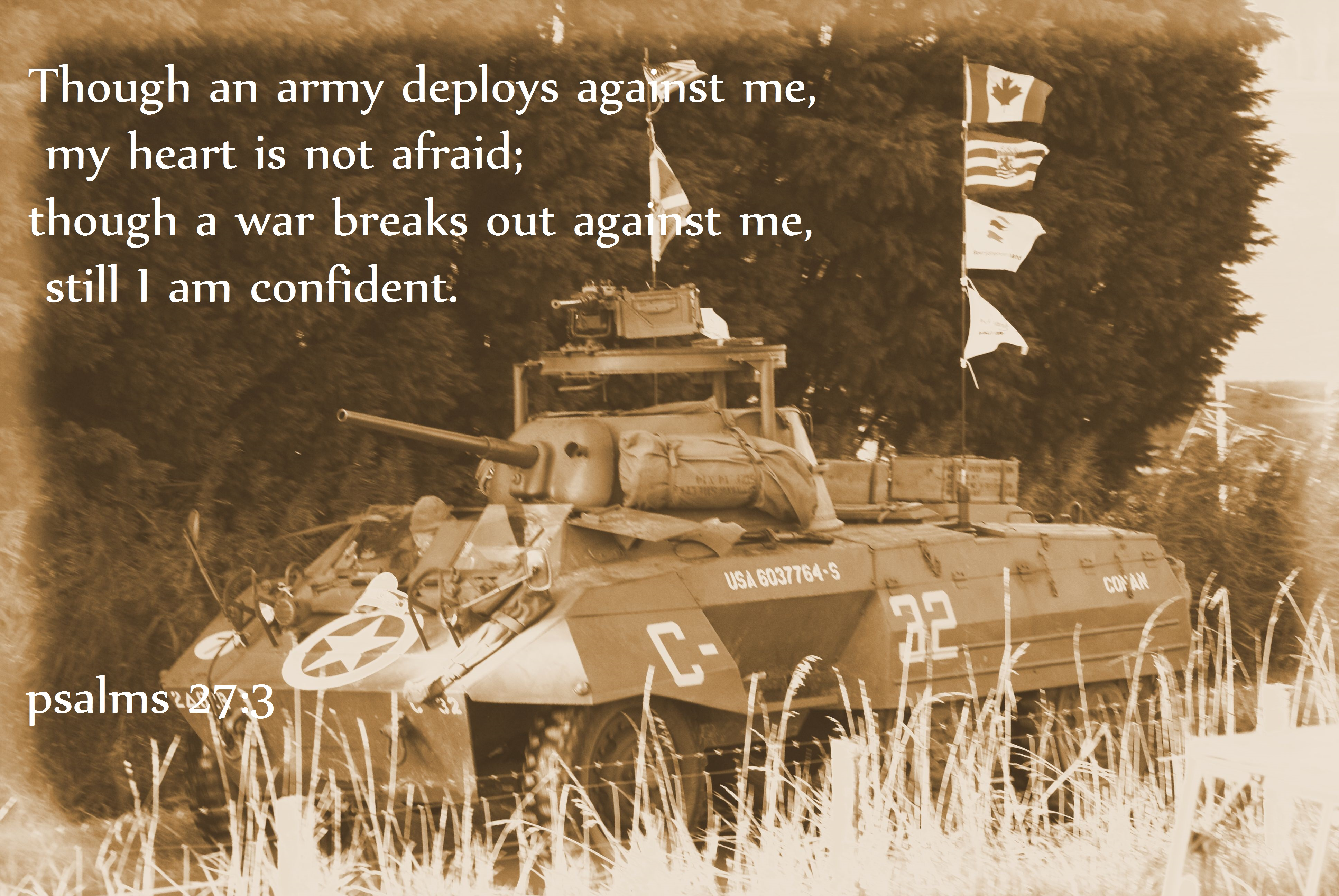
Psalm 27 Vers 3 auf einem Poster (englisch)

Der 27. Psalm (nach griechischer Zählung der 26.) ist ein Psalm Davids. 

## Gliederung
Der Psalm lässt sich in zwei Teile gliedern:
- V. 1–6 drücken eine Vertrauenshaltung angesichts von Not und Verfolgung aus;
- V. 7–14 wendet sich mit Bitten um Errettung und Heil an Gott.

Von manchen Forschern wird angenommen, dass die Verse 1–6 und 7–14 ursprünglich zwei selbstständige Psalmen darstellten.

## Datierung
Der Inhalt zeigt, dass der Verfasser von Feinden verfolgt wurde (Ps 27,2–3 ), vom Hause des Herrn ausgeschlossen war (Ps 27,4 ), im Begriff stand, von Vater und Mutter zu scheiden (Ps 27,10 ), und unter Verleumdungen litt (Ps 27,12 ).
Diese Hinweise passen besonders auf den Lebensabschnitt Davids, als er vor König Saul in den Wald Haret floh (vgl. 1 Sam 21  und 1 Sam 22,1–5 , siehe auch Doeg).